# Норріс (Південна Кароліна)
Норріс (англ. Norris) — місто (англ. town) в США, в окрузі Пікенс штату Південна Кароліна. Населення — 741 особа (2020).

## Географія
Норріс розташований за координатами 34°45′58″ пн. ш. 82°45′9″ зх. д. / 34.76611° пн. ш. 82.75250° зх. д. (34.766116, -82.752535).  За даними Бюро перепису населення США в 2010 році місто мало площу 4,88 км², уся площа — суходіл.

## Демографія
Згідно з переписом 2010 року, у місті мешкало 813 осіб у 326 домогосподарствах у складі 232 родин. Густота населення становила 167 осіб/км².  Було 384 помешкання (79/км²).
Расовий склад населення:
| - 91,0 % — білих - 6,4 % — чорних або афроамериканців - 0,5 % — корінних американців - 1,5 % — осіб інших рас |

До двох чи більше рас належало 0,6 %. Частка іспаномовних становила 3,1 % від усіх жителів.
За віковим діапазоном населення розподілялося таким чином: 24,1 % — особи молодші 18 років, 59,5 % — особи у віці 18—64 років, 16,4 % — особи у віці 65 років та старші. Медіана віку мешканця становила 39,8 року. На 100 осіб жіночої статі у місті припадало 95,9 чоловіків;  на 100 жінок у віці від 18 років та старших — 91,0 чоловіків також старших 18 років.
Середній дохід на одне домашнє господарство  становив 53 003 долари США (медіана — 36 875), а середній дохід на одну сім'ю — 58 077 доларів (медіана — 49 239). Медіана доходів становила 26 576 доларів для чоловіків та 31 354 долари для жінок. За межею бідності перебувало 16,0 % осіб, у тому числі 20,3 % дітей у віці до 18 років та 20,5 % осіб у віці 65 років та старших.
Цивільне працевлаштоване населення становило 371 особа. Основні галузі зайнятості: освіта, охорона здоров'я та соціальна допомога — 19,9 %, роздрібна торгівля — 17,3 %, виробництво — 14,8 %.